# Trenul de noapte (film din 1959)
Trenul de noapte (film din 1959) este un film din 1959 regizat de Jerzy Kawalerowicz.
În sondajul din 2015 realizat de Muzeul Polonez al Cinematografiei din Łódź, Trenul de noapte a fost considerat al șaselea cel mai bun film polonez din toate timpurile.

## Distribuție
- Lucyna Winnicka - Marta
- Leon Niemczyk - Jerzy
- Zbigniew Cybulski - Staszek
- Teresa Szmigielówna - Soția avocatului
- Helena Dąbrowska - Nașul (controlor de bilete în tren)
- Ignacy Machowski - Pasager
- Roland Głowacki⁠(pl)[traduceți] - Criminal
- Aleksander Sewruk - Aavocat
- Zygmunt Zintel - Pasager care suferă de insomnie
- Tadeusz Gwiazdowski - Nașul (controlor de bilete în tren)
- Witold Skaruch - Priest
- Michał Gazda⁠(pl)[traduceți] - Pasager care flirtează cu soția avocatului
- Zygmunt Malawski⁠(pl)[traduceți] - Polițist